# L'Inferno
L'Inferno is een Italiaanse speelfilm uit 1911 onder regie van Francesco Bertolini en Adolfo Padovan.

## Verhaal
Inferno is een reis door de verbeelding van Dante, die dwars door het vagevuur en de hel leidt. Ontmoetingen met engelen, demonen en Lucifer zelf zijn het gevolg. Losjes gebaseerd op het stuk Inferno uit La Divina Commedia van Dante Alighieri, en geïnspireerd door de illustraties van de 19e-eeuwse artiest Gustav Doré.

## Rolverdeling
| Acteur              | Personage                                                 |
| ------------------- | --------------------------------------------------------- |
| Salvatore Papa      | Dante Alighieri                                           |
| Arturo Pirovano     | Virgilio                                                  |
| Giuseppe de Liguoro | Farinata degli Uberti, Pier delle Vigne, il conte Ugolino |
| Augusto Milla       | Lucifer                                                   |